# Xylomedes coronata
Xylomedes coronata là một loài bọ cánh cứng trong họ Bostrichidae. Loài này được Marseul miêu tả khoa học năm 1883.